# Spoj (mašinstvo)
Spoj u mašinstvu može biti rastavljivi spoj ili nerastavljivi spoj. Rastavljivi spoj je takav spoj koji se može rastaviti bez razaranja ili oštećenja, a zatim ponovo sastaviti. Nerastavljiv spoj je takav spoj gdje se sastavljeni dijelovi ne mogu rastaviti bez razaranja ili oštećenja. Zavarivanje je primer kreiranja permanentnog spoja. Čelični spojevi su obično napravljeni od nerđajući čelika, ugljeničnog čelika, ili legiranih čelika.
Za spajanje delova pri izradi različitih proizvoda mogu se primeniti mnogobrojne vrste spojeva od kojih treba izabrati najpogodniji. Konstruktori i tehnolozi odlučuju se za onaj spoj koji će u dovoljnoj meri biti pouzdan i trajan, a istodobno jeftin, jednostavan i lak za primenu. Drugi alternativni metodi spajanja materijala su: nabiranje, zavarivanje, lemljenje, tvrdo lemljenje, lepljenje trakom, lepljenje, cementiranje, ili upotreba drugog adheziva. Sila se isto tako može koristiti, kao što je slučaj sa magnetima, vakuumom (poput sakcionih čaša), ili čak frikcija (npr lepljivi ulošci). Neki tipovi spojnica za drvene elemente mogu da koriste zasebna unutrašnja ojačanja, kao što su čivije ili biskiti, koji se mogu smatrati spojevima u okviru spojnog sistema, mada sami po sebi oni nisu spojnice opšte namene.
Nameštaj koji se isporučuje u takvom obliku da je potrebna montaža često koristi čivije koje se zaključavaju rezom, takođe poznate kao konformatne spojnice. Spojevi se isto tako mogu koristiti za zatvaranje kontejnera kao što su kese, kutije, ili koverte; ili mogu uključivati držanje zajedno strana otvora od fleksibilnog materijala, pričvršćujući poklopac za kontejner, etc. Isto tako postoje uređaji za zatvaranje posebne namene, e.g. spojnice vreća sa hlebom.
Stavke poput kanapa, užeta, žice, kabla, lanca, ili plastičnog omota se mogu koristiti za mehaničko spajanje objekata; mada se one generalno ne kategorišu kao spojnice, jer imaju uobičajene dodatne primene. Slično tome, šarke i opruge mogu da spajaju objekte, ali se obično ne smatraju spojnicama, jer njihova primarna svrha je da se omogući kretanje, pre nego kruto fiksiranje.

## Industrija
Procenjuje se da je 2005. godine u Sjedinjenim Državama industrija spojnica obuhvatala oko 350 proizvodnih postrojenja i zapošljavala oko 40.000 radnika. Ova industrija je blisko povezana sa produkcijom automobila, aviona, aparata, poljoprivrednih mašina, komercijalnom izgradnjom i infrastrukturom. Više od 200 milijardi spojeva se upotrebi godišnje u SAD, od čega 26 milijardi u automobilskoj industriji. Najveći distributer mašinskih spojeva u Severnoj Americi je kompanija Fastenal.
Pri odabiru spojnica za industrijsku primenu važno je da se uzmu u obzir različiti faktori. Veličina urezanog navoja, primenjeno opterećenje na spoj, krutost spoja i broj potrebnih spojeva, su neki od tih faktora. U nastavku pogledajte razmatranje o materijalima.
Materijali industrijskih spojeva
Postoje tri glavne vrste čelika koje se koriste u industriji za izradu spojeva: nerđajući čelik, ugljenični čelik i legirani čelik. Glavne klase koje se koriste u spojnim elementima od nerđajućeg čelika su: 200 serija, 300 serija i 400 serija. Titanijum, aluminijum i razne legure su takođe uobičajeni materijali konstrukcija za metalne spojeve. U mnogim slučajevima, specijalni premazi ili oplata se mogu primeniti na metalne spojnice da bi se poboljšale njihove karakteristike performansi, na primer, povećanje otpornosti na koroziju. Uobičajeni premazi / obloge uključuju cink, hrom i vruće galvaniziranje.
Pri izboru spoja za dati vid primene, važno je da se poznaju specifikacije date aplikacije da bi se izabrao odgovarajući materijal za željenu namenu. Faktori koji se trebaju imati u vidu su:
- Dostupnost
- Okruženje, ukljčujući temperaturu, izloženost vodi, i potencijalno korozivnim elementima
- Proces instalacije
- Materijali koji se spajaju
- višekratna upotreba
- Težinska ograničenja[8]

## Podela
Veliki se broj postupaka i načina spajanja radi preglednosti i razvrstavanja deli obično na tri načina:
- spojevi prema mogućnosti rastavljanja spojenih delova,
- spojevi prema upotrebi delova za spajanje,
- spojevi prema načelu postizanja.

### Spojevi prema mogućnosti rastavljanja spojenih delova
Spojevi prema mogućnosti rastavljanja spojenih delova se dele na:
- rastavljivi spojevi,
- nerastavljivi spojevi,
- delimično rastavljivi spojevi.

#### Rastavljivi spojevi
Rastavljivi su spojevi oni koji se mogu relativno lako rastaviti i ponovno spojiti. U rastavljive spojeve spadaju:
- Vijčani spoj:

- Vijak;
- Matica;
- Podloška;

- Bolt;
- Opružni klin;
- Uskočnik;
- Rascepka;
- Osigurač;
- Klin;
- Pero;
- Žlebljeni spoj;
- Zupčasti spoj;
- Rastavljivi stezni spoj;
- Stezni prstenovi;
- Spojnica (automobilska spojnica);
- Kardansko vratilo;[9][10]
- Homokinetički zglob;[11][12][13]
- Spoj s oprugama.

#### Nerastavljivi spoj
Nerastavljivi su spojevi oni kod kojih pri pokušaju rastavljanja nastupa oštećenje ili uništenje delova za spajanje ili spojnih delova. U nerastavljive spojeve spadaju:
- Zavar ili zavareni spoj;
- Stezni spoj;
- Stezne trake;
- Zakovični spoj (zakovica);
- Lemljeni spoj (tvrdo lemljenje, meko lemljenje);
- Lepljeni spoj (lepak);
- Spoj s plastičnom deformacijom;
- Ekser.

#### Delimično rastavljivi spojevi
Delomično su rastavljivi spojevi kod kojih je rastavljanje moguće, ali nije sigurno da pri tome neće nastati oštećenje ili lom delova za spajanje i obično je ograničeno na vrlo mali broj uspešnih rastavljanja i ponovnih spajanja.

### Spojevi prema upotrebi delova za spajanje
Spojevi prema upotrebi delova za spajanje mogu biti:
- posredni spojevi i
- neposredni spojevi.

#### Posredni spojevi
Posredni su spojevi oni kod kojih se delovi spajaju normiranim ili tipiziranim delovima za spajanje, kao što su zakovice, vijci i matice, zatici, klinovi, kopče.

#### Neposredni spojevi
Neposredni su spojevi postignuti određenim postupkom preoblikovanja spojnih delova na mestu spoja, na primer spojevi postignuti: upresavanjem, porubljivanjem, utiskivanjem, pregibanjem, preklapanjem, neposrednim zakivanjem i slično.

### Spojevi prema načelu postizanja
Spojevi prema načelu postizanja mogu biti:
- spojevi postignuti promenom materijala,
- spojevi postignuti plastičnom deformacijom,
- spojevi postignuti elastičnom deformacijom.

Ova podela spojeva je uobičajena za preciznu mehaniku.

#### Spojevi postignuti promenom materijala
Spojevi postignuti promenom materijala nastaju kada se pri postupku spajanja dogode fizikalne, a katkad i hemijske promene materijala spojnih delova i materijala za spajanje (ako se on upotrebljava). Čvrstoća i sigurnost tih spojeva zasnivaju se na molekularnim silama. Ti su spojevi redovno nerastavljivi.

#### Spojevi postignuti plastičnom deformacijom
Spojevi postignuti plastičnom deformacijom postižu se plastičnom (trajnom) deformacijom spojnih delova na mestu spoja (neposredni spojevi) ili delova za spajanje (posredni spojevi). Čvrstoća i sigurnost tih spojeva temelje se na obliku i dimenzijama delova za spajanje ili delova koji se plastično deformiraju. Takvi spojevi mogu biti nerastavljivi i delomično rastavljivi.

#### Spojevi postignuti elastičnom deformacijom
Spojevi postignuti elastičnom deformacijom temelje se na elastičnoj (privremenoj) deformaciji koja je posledica razlika dimenzija i elastičnosti materijala delova za spajanje. Takvi su spojevi rastavljivi. 

## Literatura
- Parmley, Robert (1996). Standard Handbook of Fastening and Joining (3 изд.). McGraw Hill. ISBN 9780070485891.
- Hoshino, Manabu; Funahashi, Masashi. „NTN Technical Review No.75 (2007): Fixed Constant Velocity Joint with a Super High Operating Angle of 54 Degrees (TUJ)” (PDF). www.ntnglobal.com. Архивирано из оригинала (PDF) 2019-07-30. г. Приступљено 11. 4. 2021. (Also found in „Automotive Environmental Technologies” (PDF). NTN. 2007. Приступљено 11. 4. 2021.)
- „625 Birfield joint based on the Rzeppa Principle - Vehicle Technology”.
- Malcolm James Nunney (2007). Light and Heavy Vehicle Technology. Routledge. ISBN 978-0-7506-8037-0.
- Sopanen, Jussi (1996). „Studies on Torsion Vibration of a Double Cardan Joint Driveline” (PDF). Архивирано из оригинала (PDF) 2009-02-05. г. Приступљено 2008-01-22.
- Sheu, P (2003-02-01). „Modelling and analysis of the Intermediate Shaft Between Two Universal Joints”. Приступљено 2008-01-22.
- „The Thompson Coupling Joint mechanism in action”. Thompson Couplings. Приступљено 24. 9. 2011.
- „Extra Length 500Nm TCVJ”. Thompson Couplings, Ltd. Архивирано из оригинала 3. 10. 2011. г. Приступљено 25. 9. 2011. „Special Instructions: Continuous operation of the TCVJ coupling at 0 degrees is not recommended as this will cause excessive wear on bearings and cause damage to the coupling. For maximum efficiency and life of the TCVJ coupling, a minimum operating angle of 2.0 degrees is recommended.”
- pattakon.com. „PatDan and PatCVJ Constant Velocity Joints”. Приступљено 2012-07-26.
- Bowman, Rebecca (2006-08-03). „An invention to drive fuel costs down”. yourguide.com.au. Приступљено 2007-02-13.
- Rzeppa, Alfred H. (1927). „Universal Joint”. US patent no. 1,665,280. Архивирано из оригинала 05. 10. 2020. г. Приступљено 01. 07. 2023.
- „European Patent FR628309”. Архивирано из оригинала 05. 10. 2020. г. Приступљено 01. 07. 2023.